# Mellsjön (Nyhems socken, Jämtland)
Mellsjön är en sjö i Bräcke kommun i Jämtland och ingår i Ljungans huvudavrinningsområde. Sjön har en area på 1,18 kvadratkilometer och ligger 270 meter över havet. Sjön avvattnas av vattendraget Lillsjöströmmen.

## Delavrinningsområde
Mellsjön ingår i det delavrinningsområde (697652-149031) som SMHI kallar för Utloppet av Mellsjön. Medelhöjden är 312 meter över havet och ytan är 6,74 kvadratkilometer. Räknas de 23 avrinningsområdena uppströms in blir den ackumulerade arean 248,51 kvadratkilometer. Lillsjöströmmen som avvattnar avrinningsområdet har biflödesordning 3, vilket innebär att vattnet flödar genom totalt 3 vattendrag innan det når havet efter 169 kilometer. Avrinningsområdet består mestadels av skog (63 procent). Avrinningsområdet har 1,18 kvadratkilometer vattenytor vilket ger det en sjöprocent på 17,5 procent.